# Estrenyecaps

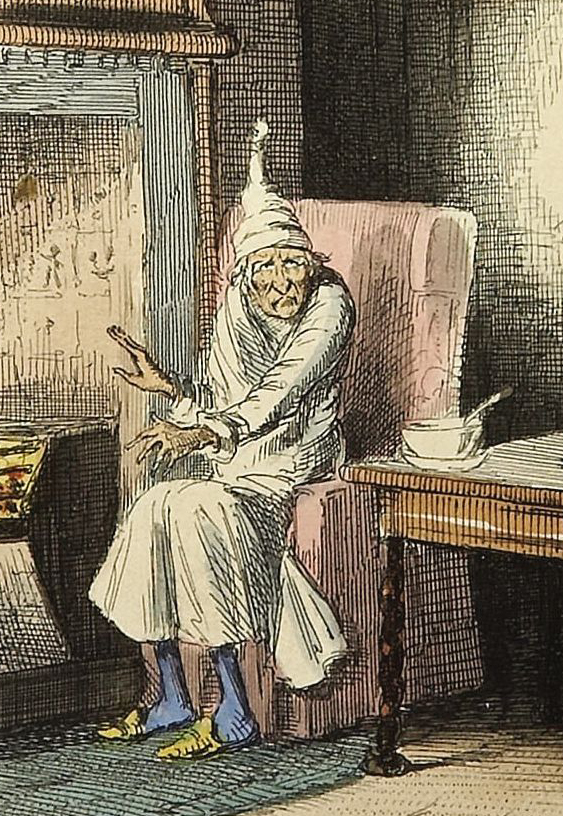
Ebenezer Scrooge, de la Cançó de Nadal de Charles Dickens que duu pijama i estrenyecaps. Il·lustració de John Leech.

L'estrenyecaps, serracaps, capçó, capell / barret / bonet de dormir o barreta (a l'Alguer) és una gorra de tela blana portada per dormir, sovint amb pijames o una camisa de camisa de nit. Són similars a les gorres portades a l'hivern en climes freds d'Europa del Nord. Eren especialment comunes abans que la calefacció central esdevingués corrent, quan les temperatures davallaven durant els mesos d'hivern.

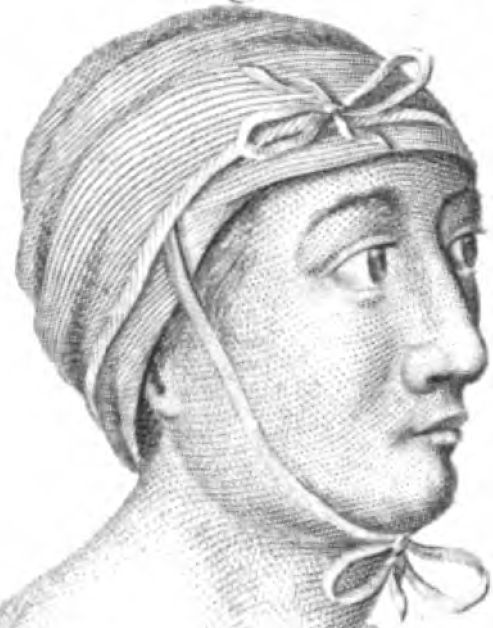
"He dibuixat aquí un estrenyecaps, fixat en tal manera de servir com una de les millors formes d'embenar el cap." (1801).

Els serracaps de les dones normalment consistien en una peça llarga de tela embolicada al voltant del cap. Els capçons del homes estaven tradicionalment acabats en punta, amb una part superior més llarga, normalment acompanyat per una bola d'alguna classe, que s'emprava de manera semblant a un tapacolls. Mantenia el coll calent tot i que no era tan llarg per poder-lo embolicar al voltant del coll i podia donar lloc al risc d'estrangulació.
Estava molt en voga a Europa al segle XVIII, en què els homes tenien sovint el crani ranat per dur perruques. Era de cotó, seda o vellut. Es portava a l'interior de casa, no només per dormir.
Els estrenyecaps no es fan servir gaire en temps moderns. Són sovint presentat en els dibuixos o en els films d'animació com a part de la vestimenta nocturna.